# Юлиан Толедский
Юлиан Толедский (Иулиан Толетанский; 642—6 марта 690) — историк и политический деятель, богослов и латинский церковный писатель, святой, почитаемый Римско-католической церковью (день памяти — 8 марта), архиепископ Толедо (680—690).

## Биография
Юлиан родился у принявших христианство ещё до его рождения иудейских родителей в Толетане (совр. Толедо в Испании). Иудейское происхождение Юлиана засвидетельствовано Исидором Бежским, Павлом Бургосским и епископом Севильским и Толедским Феликсом в его книге «Краткое жизнеописание Юлиана Толедского» (начало VIII века).
Юлиан получил хорошее образование. Известно, что он учился в родном городе в школе при кафедральном соборе. Его духовным учителем был епископ Евгений II Толедский, занимавший Толедскую кафедру в 646—657 годах. В Мосарабской хронике 754 года под 681 годом сказано: «В то время епископ Юлиан, происходивший из иудейского рода, подобно цветку розы взрастающему промеж шипов, сиял над миром своим знанием христианского учения. Рожденный от родителей-христиан, он получил в Толедо, где позже занял место епископа, прекрасное образование во всех сферах знаний».
Юлиан стал монахом, а позднее аббатом в Агали.
29 января 680 года Юлиан стал преемником епископа Квирика в епархии Толедо. Он был первым епископом-митрополитом Вестготского королевства, имевшим власть над всеми остальными иерархами Пиренейского полуострова с правом рукоположения епископов на вакантные кафедры.
В этом сане Юлиан в 680 году содействовал будущему королю Эрвигу в свержении вестготского короля Вамбы. По соборному постановлению об избрании короля Эрвиг не мог достичь престола. По отцу был не готом, а византийцем (ромей-армянин он носил имя Флавий Эрвигий — Flavius Ervigius). Неизвестно, к каким доводам и интригам прибег Юлиан для оправдания возведения на трон Эрвига, но это ему удалось довольно легко и быстро.
Также Юлиан предпринимал деятельные меры для централизации управления Церковью Вестготского государства в руках епископа Толедо.
Положение Юлиана как главы Церкви Вестготского королевства создавало неудобства королевскому духовенству, а его взгляды на доктрину Троицы вызывали беспокойства папского престола.
Как толедский епископ Юлиан возглавлял работу четырех поместных Толедских соборов: Двенадцатого (681 г.), Тринадцатого (683 г.), Четырнадцатого (684 г.) и Пятнадцатого (688 г.), три из которых (за исключением Четырнадцого Толедского собора) носили характер национальных.
Несмотря на нрав доброго и обходительного человека, епископ Юлиан поощрял королей вестготов в гонениях на не принявших крещения евреев. Например, в 681 году председательствуя на Двенадцатом Толедском соборе, Юлианн принудил короля Эрвига принять ряд антииудейских законов.
Ещё один церковный синод — Тринадцатый Толедский собор — был проведён Юлианом и Эрвигом осенью 683 года. На нём дворяне и аристократия королевства получили значительные привилегии.
До 690 года Юлиан оставался епископом-митрополитом Толедо.
Умер в Юлиан в Толедо 6 марта 690 года. Его преемником в Толедской епархии стал епископ Сисеберт.

## Письменное наследие Юлиана
Юлиан был плодовитым церковным писателем. Перечень его сочинений включает 16 названий (лишь часть из них сохранилась). Помимо этого он участвовал в составлении и редактировании канонов Двенадцатого, Тринадцатого, Четырнадцатого и Пятнадцатого Толедских соборов. К этому следует прибавить и некоторые новеллы королей Вамбы (672—680), Эрвигия (680—687) и Эгики (687—701). К этой части примыкает глава 12, сообщающая о факте и точной дате смерти Юлиана, а также о месте его захоронения.
Юлиан исправил мосарабскую литургию. Среди его работ важны Insultatio vilis storici in tyrannidem Galliae («Речь с порицанием тирании франков»; 673 год), Prognostica (Книга о смерти), «История короля Вамбы» и книга о загробной жизни (687 год).
Юлиана считают также инициатором принятия (или даже автором) нескольких законов против иудеев и иудействующих, вошедших в состав двенадцатой книги «Вестготской правды», а также соответствующих соборных постановлений.
По просьбе короля Эрвига Юлиан в 686 году написал сочинение De Comprobatione Aetatis Sextae Contra Judaeos, работу о Мессии в Библии и пути для обращения иудеев в христианство.
Современные исследователи сравнивают значение наследие Юлиана и его интеллектуальный уровень с наследием и образованностью Исидора Гиспальского (Севильского).